# Lightscreen
Lightscreen — программа для Microsoft Windows, используемая для автоматизации процесса сохранения и каталогизации снимков экрана. Она действует как скрытый фоновый процесс, запускающийся одной (или несколькими) горячими клавишами и сохраняющий скриншот в файл на диск согласно пользовательским настройкам. Программа не имеет встроенных инструментов для редактирования и аннотирования получаемых изображений. В Lightscreen есть возможность установить время задержки и сохранять снимки экрана в нескольких форматах.